# Saipan (lớp tàu sân bay)
Lớp tàu sân bay Saipan bao gồm hai tàu sân bay hạng nhẹ, được chế tạo cho Hải quân Hoa Kỳ, và đã phục vụ không lâu sau Chiến tranh Thế giới thứ hai cho đến chiến tranh Việt Nam. Chúng sau đó được cải biến thành các tàu chỉ huy.